# 31-я бронетанковая дивизия (Индия)
31-я бронетанковая дивизия (англ. 31st Armoured Division) — тактическое соединение сухопутных войск Индии. Принимала участие во Второй мировой войне в составе Британской индийской и Британской армий.

## История
Сформирована в августе 1940 года в Сиалкоте первоначально как 1-я индийская бронетанковая дивизия (1st Indian Armoured Division). Состояла из подразделений Британской армии и Британской Индийской армии. В годы ВМВ состояла из 1-й и 2-й бронетанковых бригад и 3-й моторизованной бригады.
В декабре 1941 года, когда к дивизии присоединилась 1-я индийская группа обеспечения (1st Indian Support Group), она была переименована в 31-ю индийскую бронетанковую дивизию, а её бригады были переименованы в 251-ю и 252-ю индийские бронетанковые бригады и 31-ю индийскую группу обеспечения (наименование моторизованной бригады осталось без изменений).
В середине 1942 года, когда группа обеспечения была расформирована, а 251-я бронетанковая бригада была выведена из состава дивизии, остальная часть дивизии была влита в состав британской 10-й полевой армии и служила в Ираке, Сирии и Ливане на ближневосточном ТВД Второй мировой войны. Дивизия там не участвовала в боевых действиях, хотя 3-я индийская моторизованная бригада была отправлена в Египет и вела активные действия в Кампании в Ливийской пустыне в течение 1941 и 1942 годов, а затем в 1944 и 1945 годах, когда она была преобразована в 43-ю индийскую пехотную бригаду (43rd Indian Infantry Brigade) и отправлена в Итальянскую кампанию в качестве самостоятельной бригады. Остальная часть дивизии вступила в бой в апреле 1944 года, когда она была срочно отправлена в Египет, чтобы подавить мятеж среди греческой 1-й пехотной бригады.
Танковые полки получили M4 Шерман в ноябре 1943 года, которые, как предполагалось, готовились к переброске в Италию, которая так и не была осуществлена, и только отправили их в Ирак, Сирию и Египет.
В настоящее время дивизия действует в составе современных Сухопутных войск Индии, штаб-квартира которой находится в Джханси в составе 21-го армейского корпуса.

## Состав

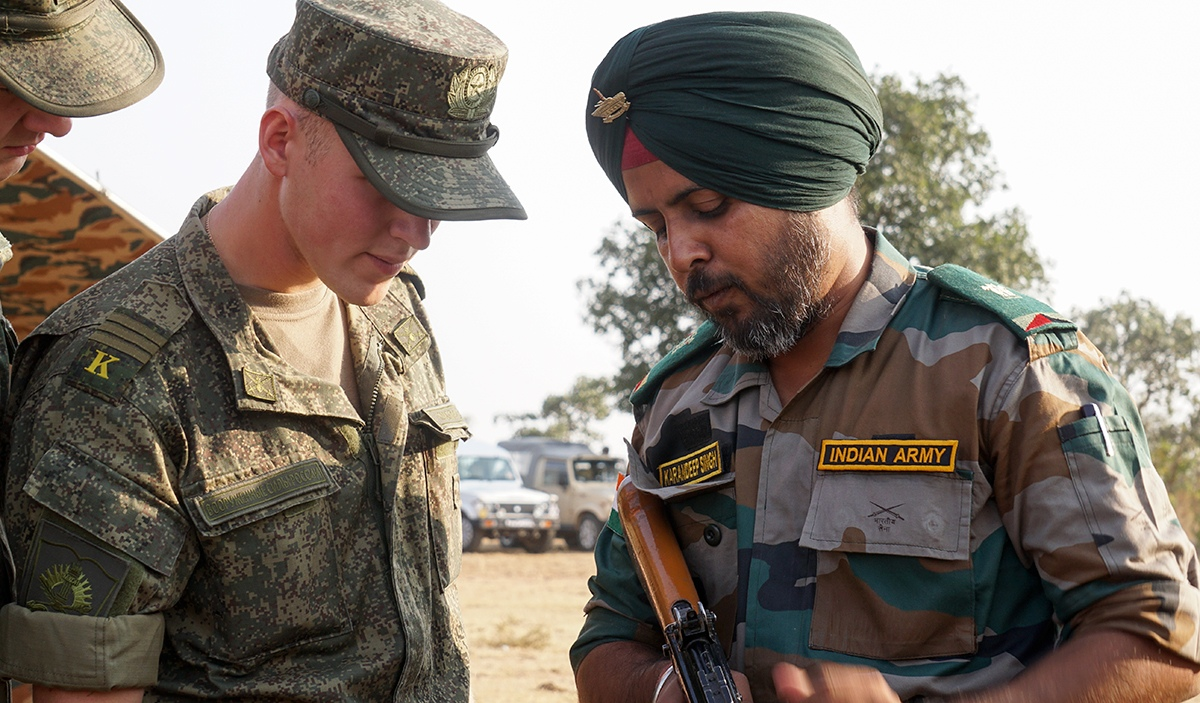
Военнослужащие 394-го мсп 127-й мсд и 31-й бронетанковой дивизии в ходе учения «Индра-2018» на первой совместной тренировке с боевой стрельбой. 22 ноября 2018.

### 1943 год
- 252-я бронетанковая бригада (252nd Indian Armoured Brigade);
  - 14-й/20-й гусарский полк (14th/20th Hussars);
  - 14-й собственный принца Уэльского синдский конный полк (14th Prince of Wales’s Own Scinde Horse);
  - 1-й батальон 4-го бомбейского гренадерского полка (1/4th Bombay Grenadiers);
- 3-я моторизованная бригада (3rd Motor Brigade);
  - 2-й батальон 6-го гуркхского стрелкового полка (2/6th Gurkha Rifles);
  - 2-й батальон 8-го гуркхского стрелкового полка (2/8th Gurkha Rifles);
  - 2-й батальон 10-го гуркхского стрелкового полка (2/10th Gurkha Rifles);

Части дивизионного подчинения
- 13-й собственный герцога Коннахта уланский полк (13th Duke of Connaught’s Own Lancers);
- 15-й артиллерийский полк КА (15th Field Artillery, Royal Artillery);
- 144-й артиллерийский полк КА (144th Field Artillery, R.A.);
- 79-й противотанковый полк КА (79th Antitank Regiment, R.A.);
- 32-й инженерный эскадрон Индийских инженеров (32nd Field Squadron, QVO Madras Sappers & Miners, Indian Engineers);
- 39-й парковый эскадрон ИИ (39th Field Park Squadron, QVO Madras Sappers & Miners, I.E.);
- Батальон связи (31st Indian Armoured Divisional Signals).[2]

## Командиры
- 01.07.1940 — 00.01.1942 — Корбетт, Томас Уильям (Corbett, Thomas William), ген.-майор
- 12.01.1942 — 00.06.1942 — Вордсорт, Роберт Харлей (Wordsworth, Robert Harley), ген.-майор
- 00.06.1942 — 00.09.1944 — Вордсорт, Роберт Харлей (Wordsworth, Robert Harley), ген.-майор
- 00.09.1944 — 00.01.1945 — Морли, Реджинальд (Morley, Reginald), бригадный генерал
- 00.01.1945 — 00.07.1945 — Финк, (Fink, A.R.C.), бригадный генерал
- 00.07.1945 — 00.10.1945 — Дайер, Годфри Максвелл (Dyer, Godfrey Maxwell), ген.-майор[2]

## Галерея

31-я бронетанковая дивизия во время учений «Индра-2018»
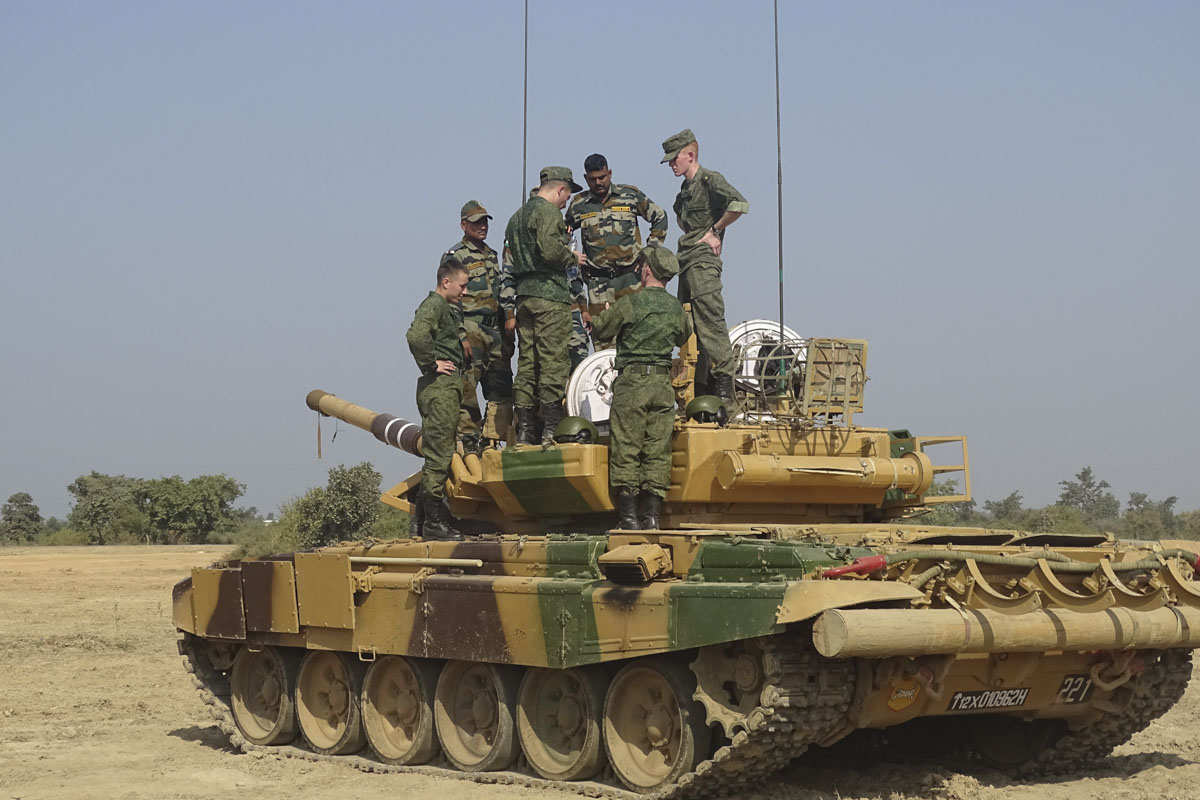
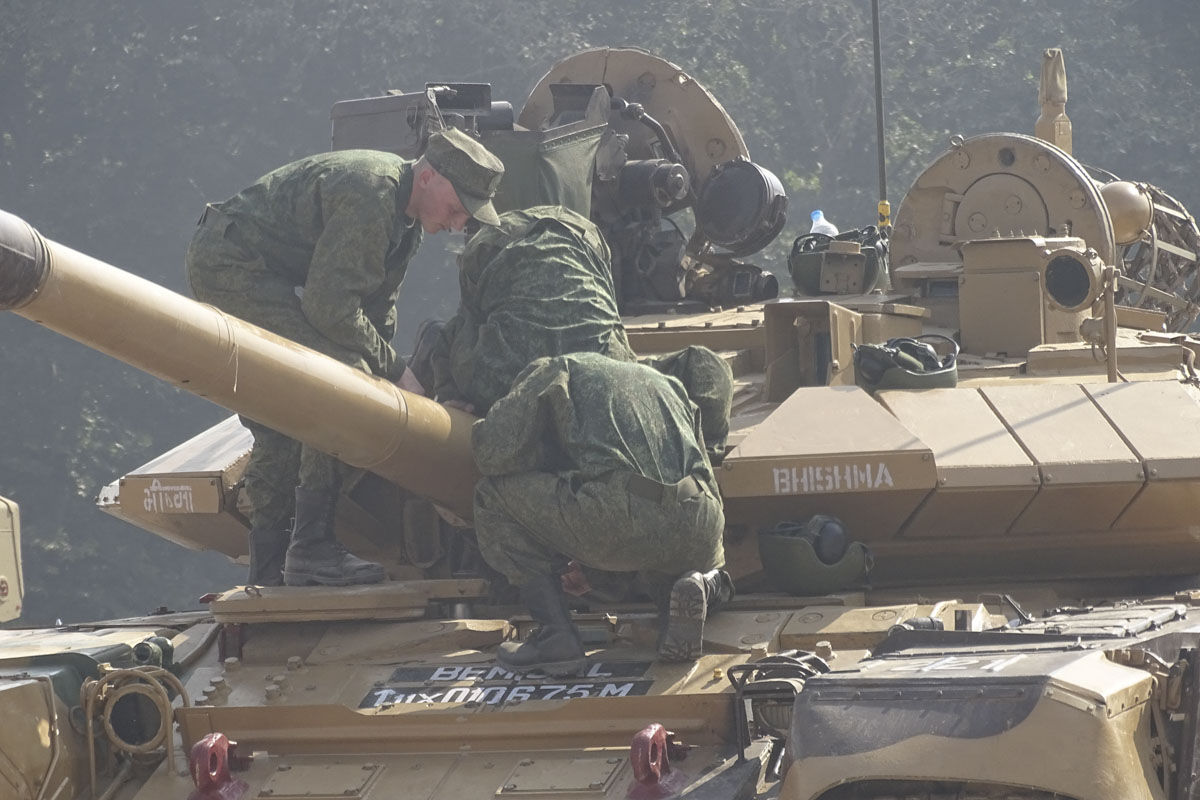
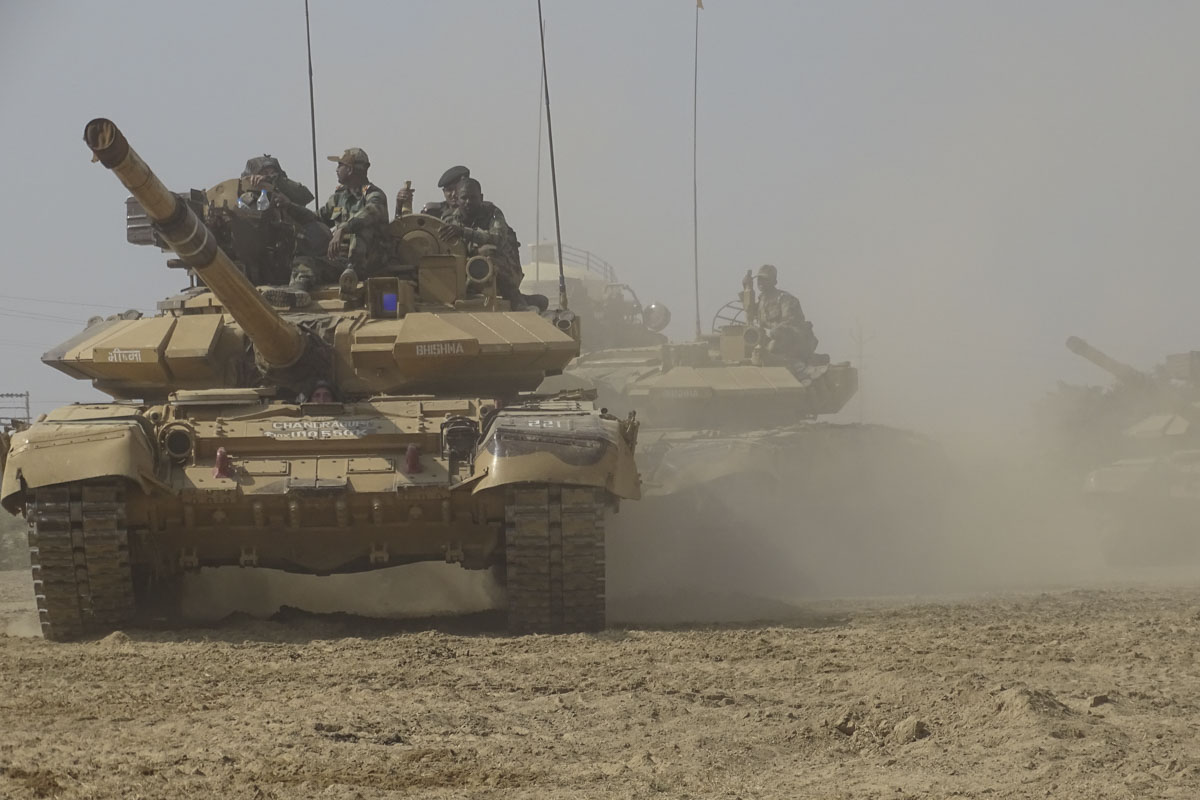
Т-90С
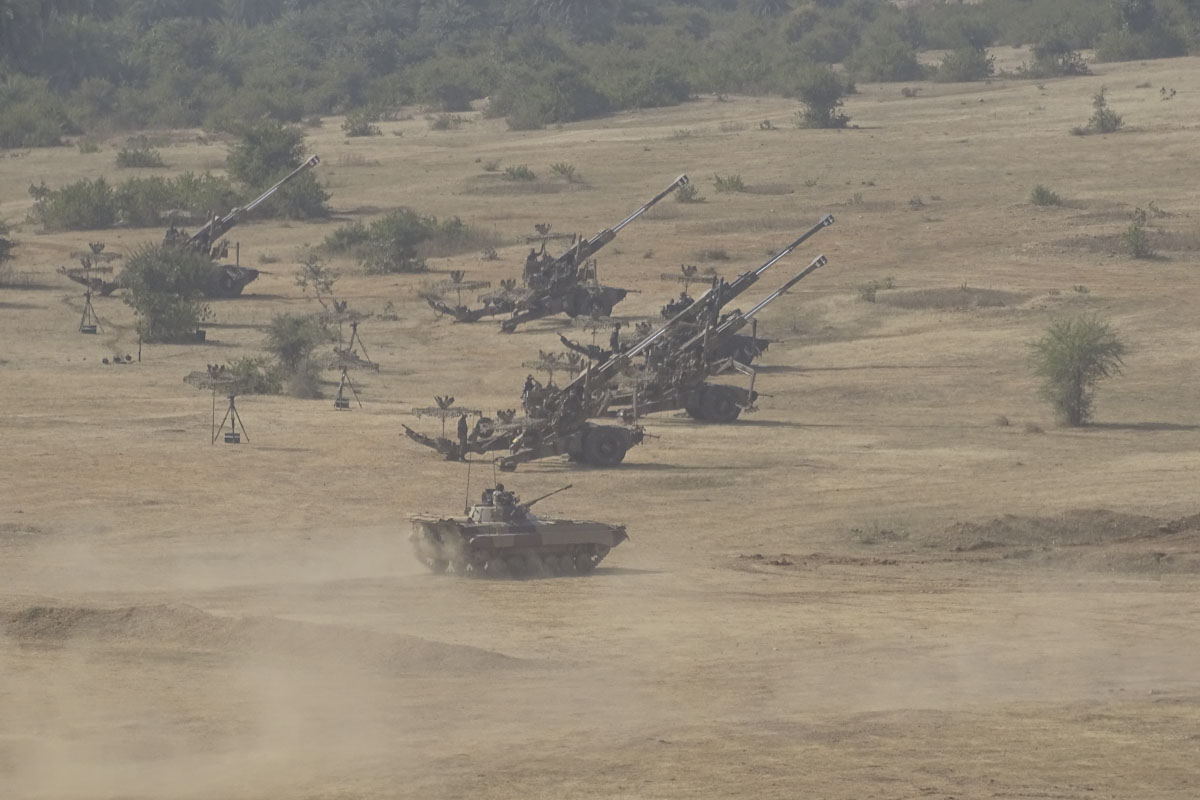
Гаубица FH77B
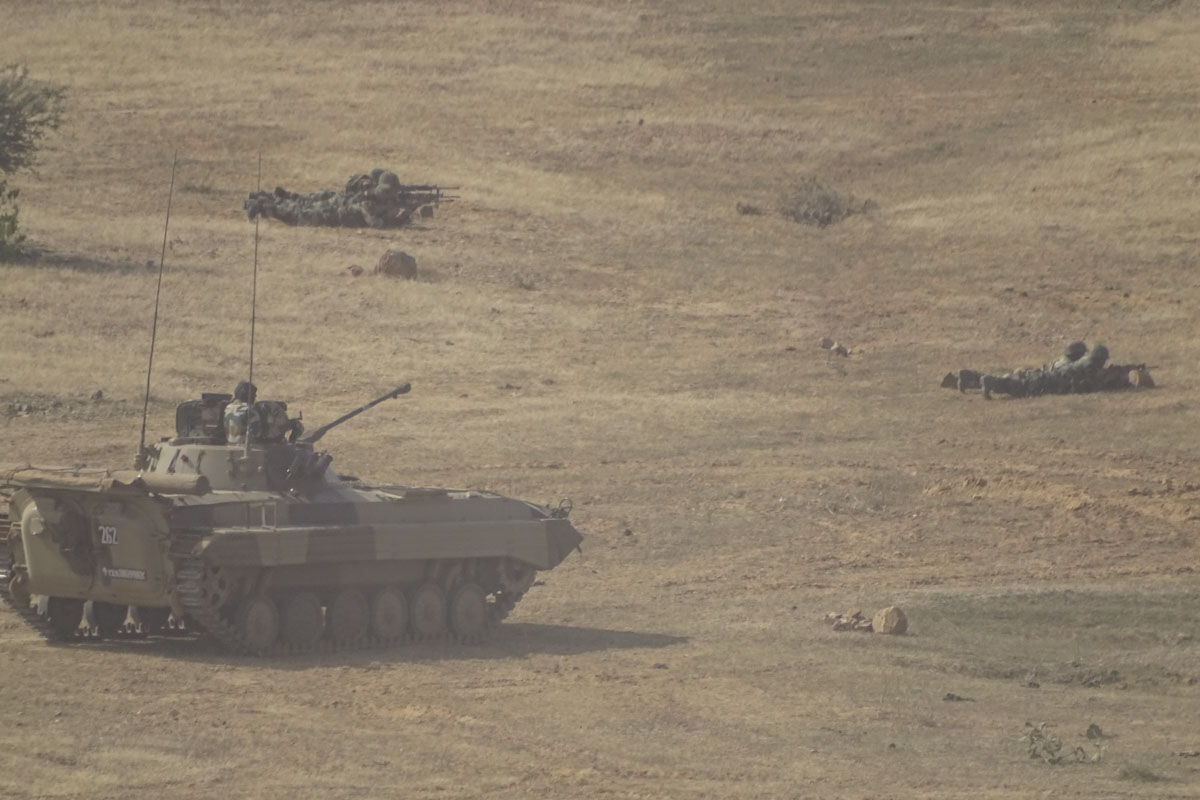
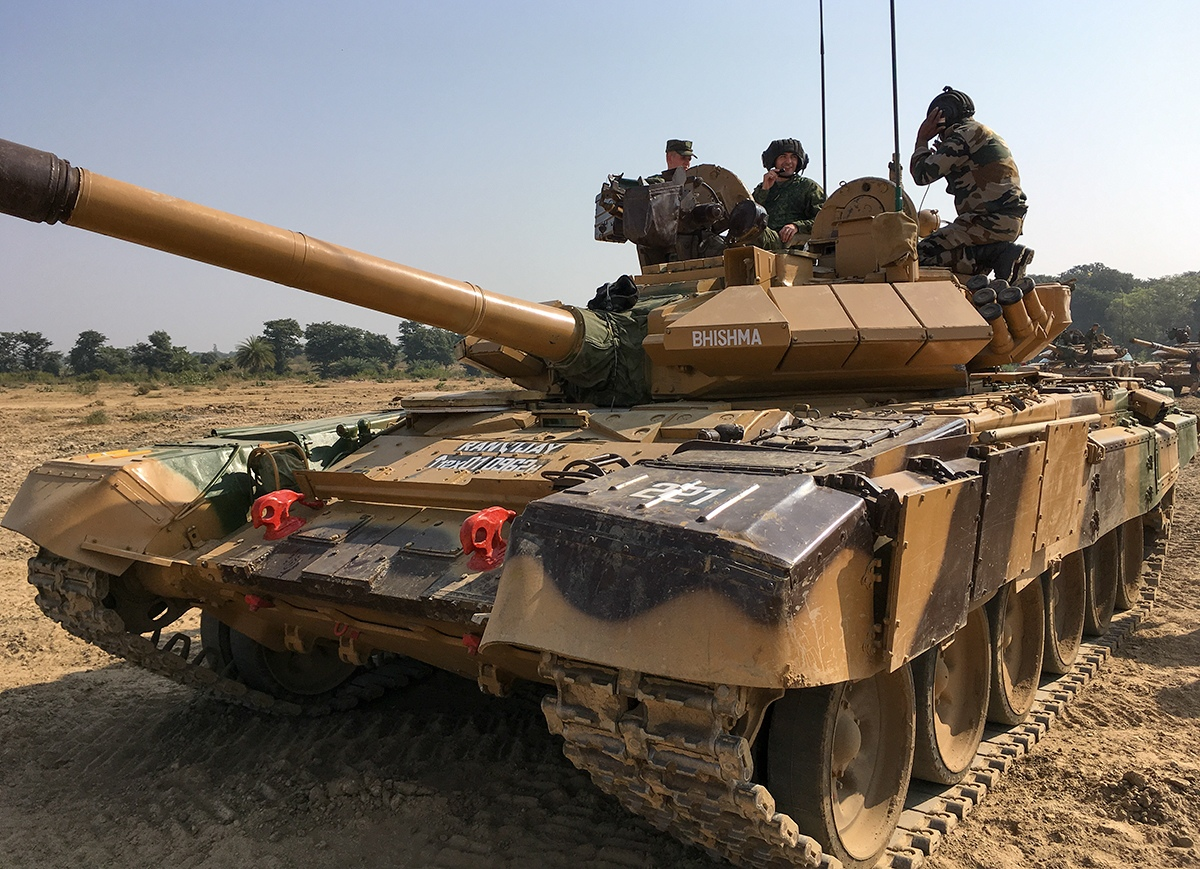
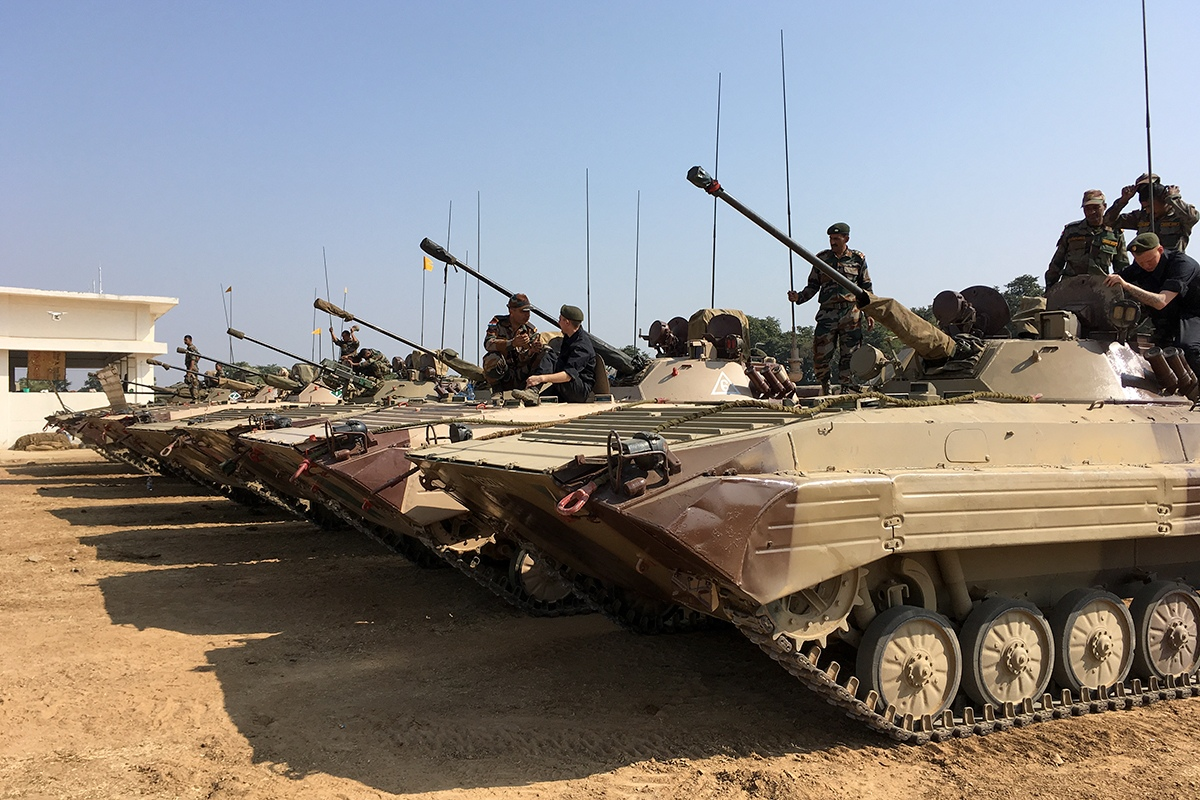
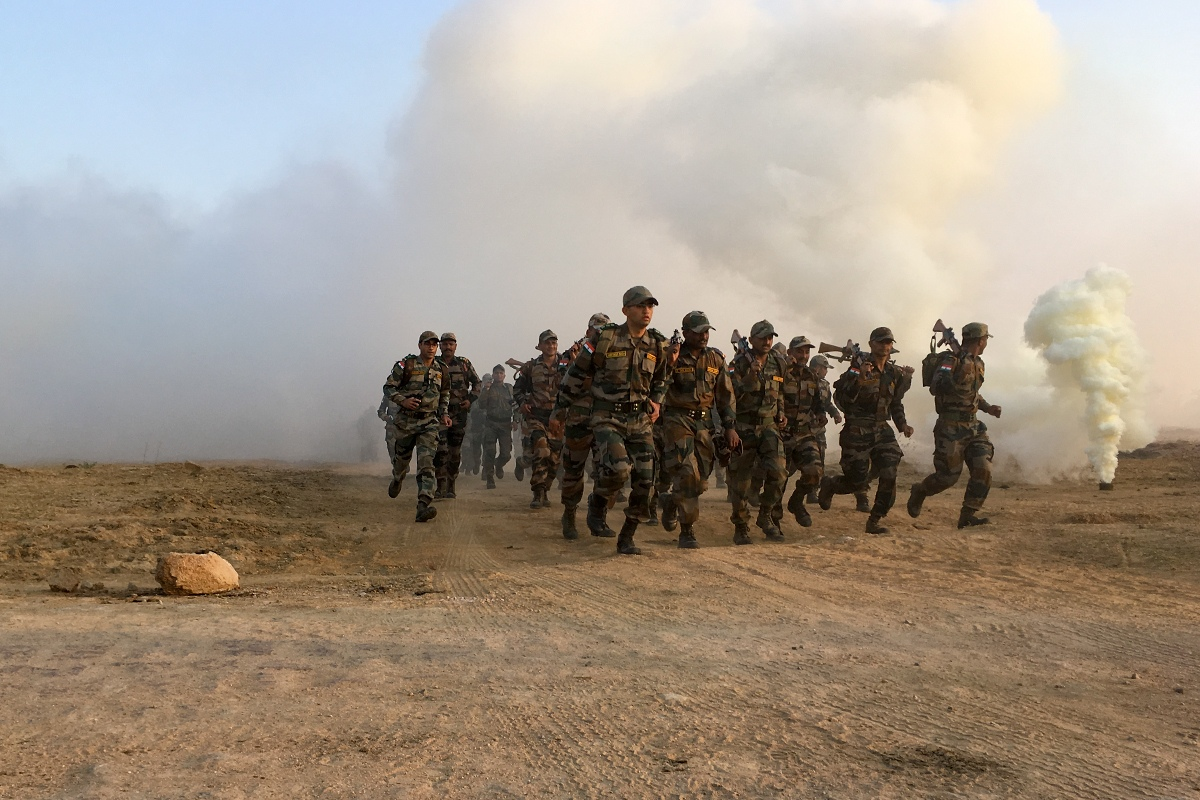
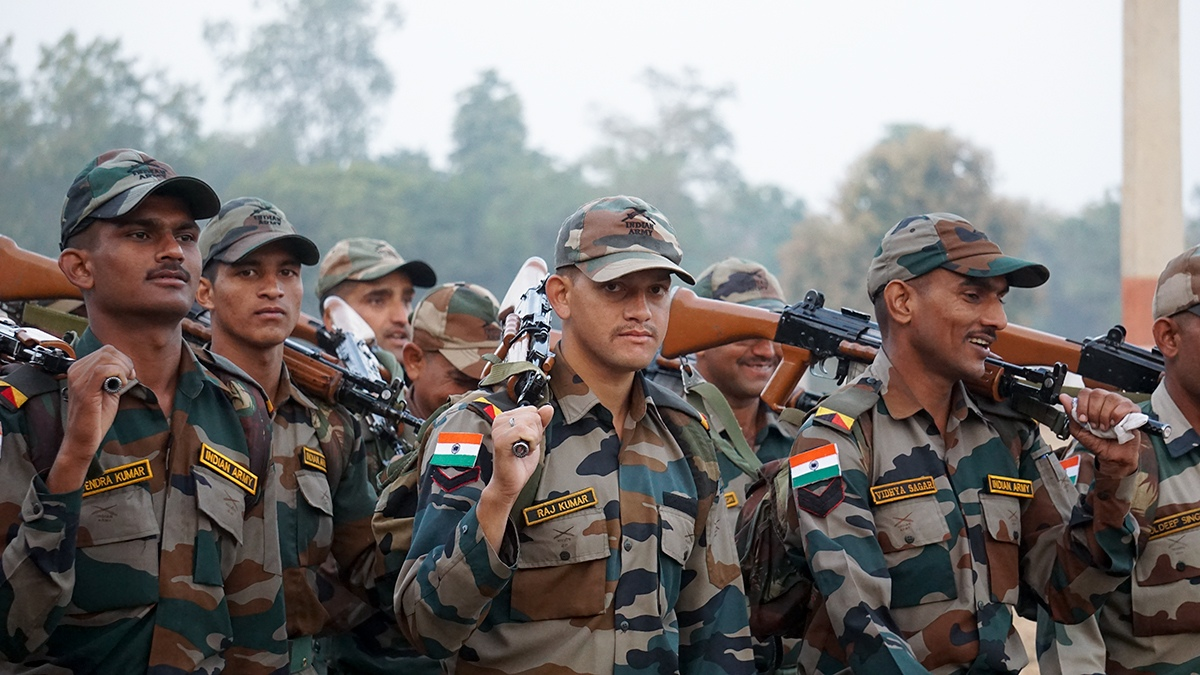
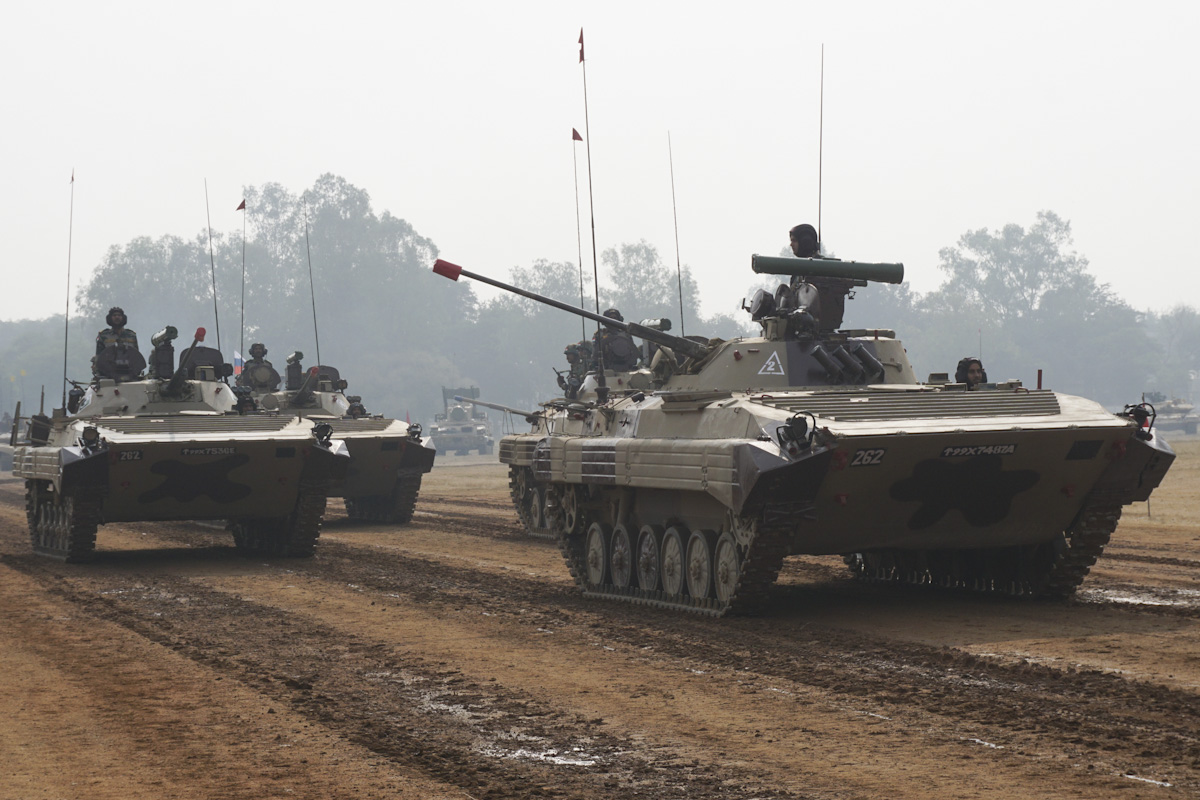
БМП-2
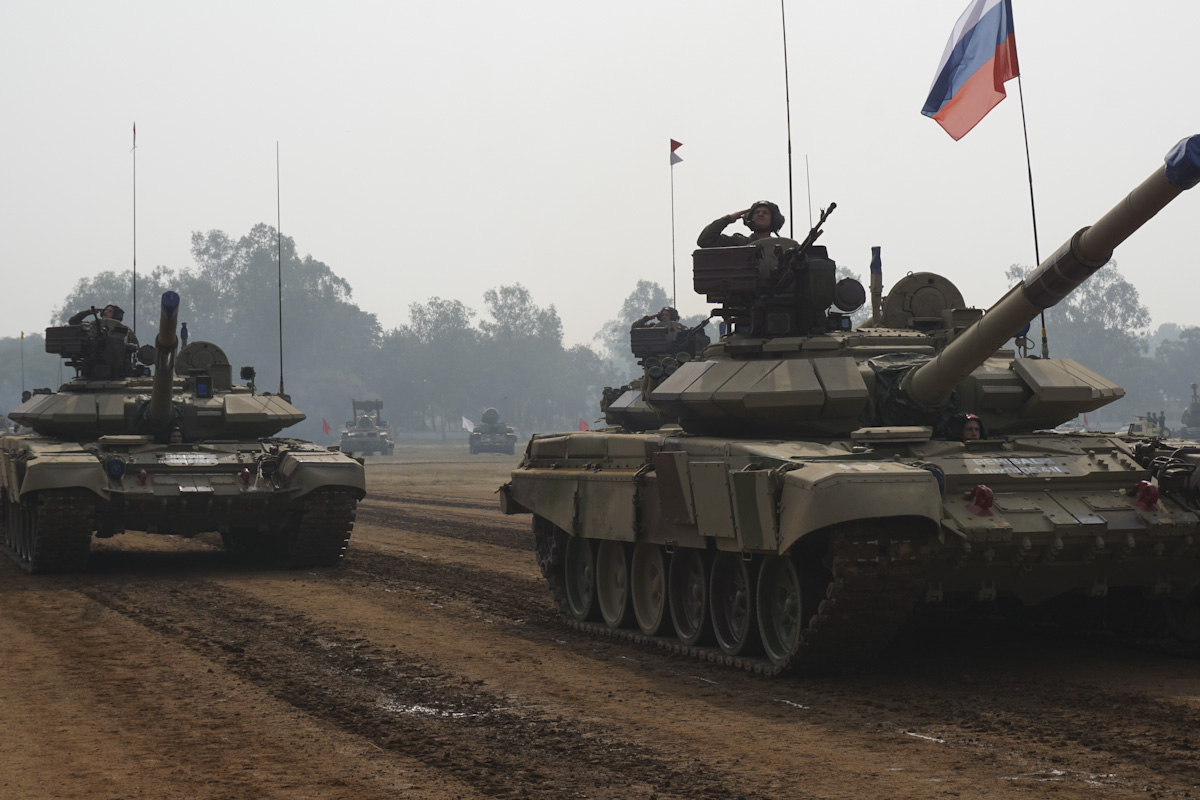
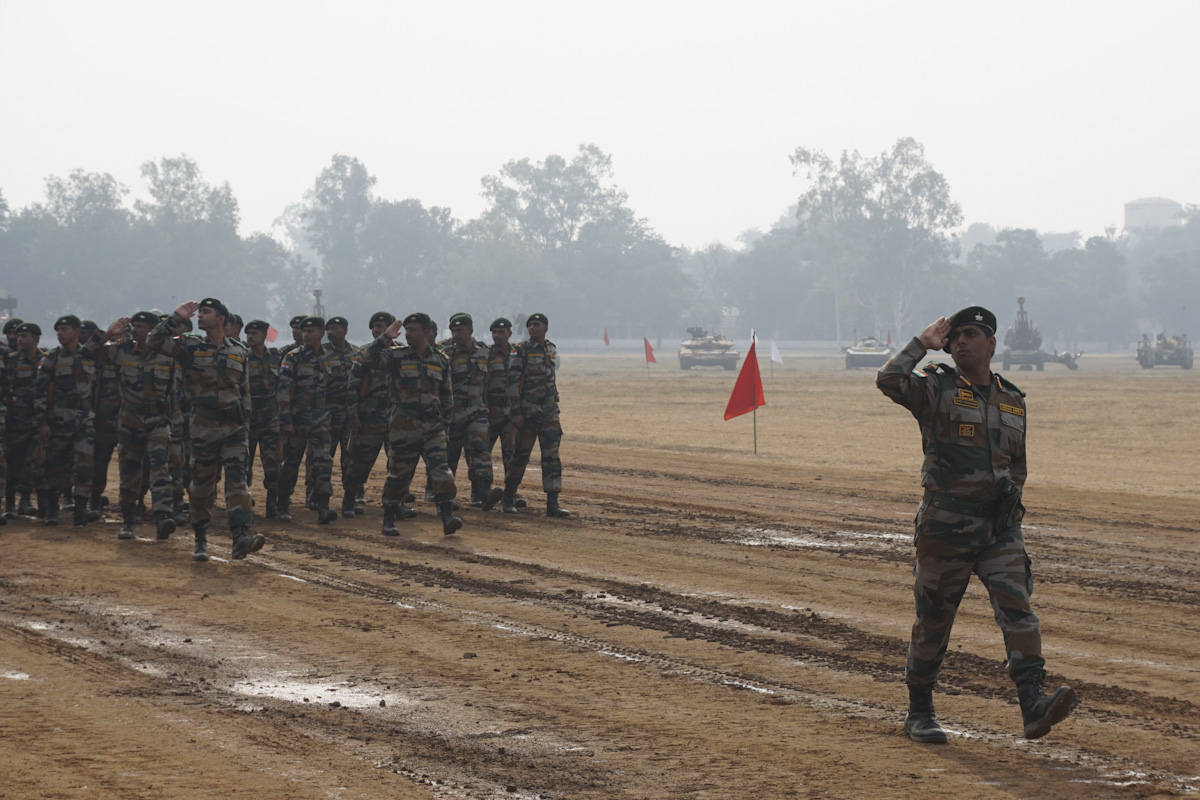
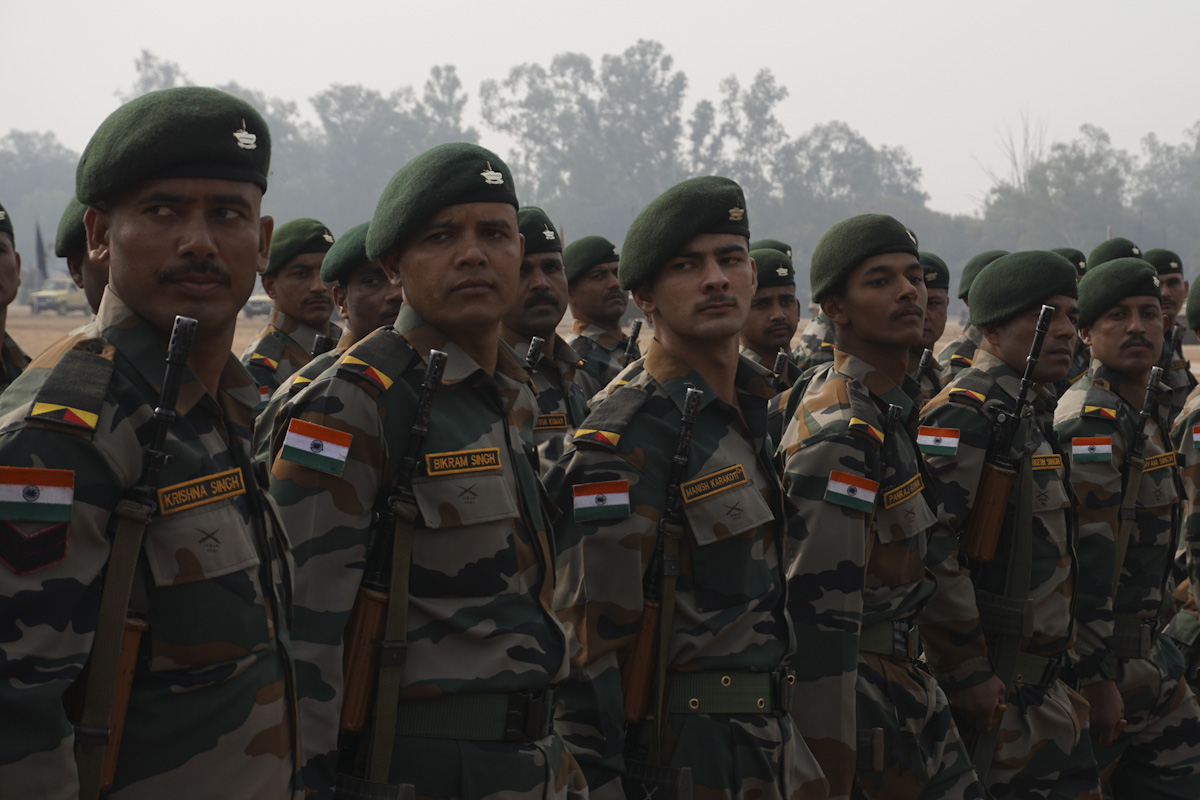